# Camarões 2–1 Colômbia (Copa do Mundo de 1990)
A partida entre Camarões e Colômbia foi realizada em 23 de junho de 1990, pelas oitavas-de-final da Copa de 1990, disputada na Itália.

## O jogo
Pela primeira vez entre os 16 melhores classificados, Camarões e Colômbia não marcaram gol durante os 90 minutos. Coube ao experiente Roger Milla, aos 38 anos de idade, mudar a história do jogo. Entrando no lugar de Louis-Paul Mfédé, o atacante marcou o primeiro gol da partida apenas aos 106 minutos (1 minuto do segundo tempo da prorrogação), após receber passe de François Omam-Biyik e driblar os zagueiros Luis Carlos Perea e Andrés Escobar e chutar no ângulo de René Higuita.
3 minutos depois, Higuita protagonizou um lance bizarro ao tentar driblar Milla, que espertamente, desarmou o goleiro, que deu um carrinho para recuperar a bola, mas não teve sucesso. O veterano atacante tocou a bola para o gol vazio. Mais tarde, sobre o lance, Milla foi categórico:
"Ele (Higuita) tentou me driblar e ninguém dribla o Milla."— Roger Milla, sobre a tentativa malsucedida de Higuita ao driblá-lo
No final da prorrogação, Bernardo Redín recebeu passe de Carlos Valderrama e concluiu para as redes de Thomas N'Kono, mas uma reação era praticamente improvável, e com a vitória, os "Leões Indomáveis" realizavam, até então, a melhor campanha de uma seleção africana em Copas.

## Detalhes
| 23 de junho de 1990 | Camarões         | 2–1                             | Colômbia   | Stadio San Paolo, Nápoles, Itália      |
| 17:00               | Milla 106', 108' | 0-0 2–1 (prorrogação) Relatório | Redín 115' | Público: 50,026 Árbitro: Tullio Lanese |

| Camarões | Colômbia |

| GK                     | 16 | Thomas N'Kono           |
| L                      | 17 | Victor Ndip 47'         |
| LD                     | 14 | Stephen Tataw 46'       |
| Z                      | 3  | Jules Onana 117'        |
| LE                     | 22 | Bertin Ebwellé          |
| MD                     | 8  | Émile Mbouh 68'         |
| ME                     | 2  | André Kana-Biyik 44'    |
| MC                     | 21 | Emmanuel Maboang        |
| MC                     | 10 | Louis-Paul Mfédé 54'    |
| AT                     | 9  | François Omam-Biyik     |
| AT                     | 20 | Cyril Makanaky 69'      |
| Reservas:              |    |                         |
| GK                     | 22 | Jacques Songo'o         |
| Z                      | 4  | Benjamin Massing        |
| Z                      | 6  | Emmanuel Kundé          |
| AT                     | 9  | Roger Milla 54'         |
| AT                     | 18 | Bonaventure Djonkep 69' |
| Técnico:               |    |                         |
| Valeriy Nepomnyashchiy |    |                         |

| GK                 | 1  | René Higuita          |
| LD                 | 4  | Luis Fernando Herrera |
| Z                  | 15 | Luis Carlos Perea 72' |
| Z                  | 2  | Andrés Escobar        |
| LE                 | 3  | Gildardo Gómez        |
| MD                 | 8  | Gabriel Gómez 74' 79' |
| MC                 | 14 | Leonel Álvarez        |
| MC                 | 20 | Luis Fajardo 63'      |
| ME                 | 10 | Carlos Valderrama     |
| AT                 | 11 | Freddy Rincón         |
| AT                 | 7  | Carlos Estrada        |
| Reservas:          |    |                       |
| GK                 | 12 | Eduardo Niño          |
| AT                 | 9  | Miguel Guerrero       |
| MC                 | 11 | Bernardo Redín 79'    |
| AT                 | 16 | Arnoldo Iguarán 63'   |
| Z                  | 21 | Alexis Mendoza        |
| Técnico:           |    |                       |
| Francisco Maturana |    |                       |

| Assistentes: Jamal Al Sharif Berny Ulloa Morera |